# Danh sách tên ký hiệu của NATO cho tàu ngầm chứa tên lửa điều khiển
Tên ký hiệu của NATO cho tàu ngầm tên lửa đạn đạo của Liên Xô:
- Tàu ngầm tên lửa điều khiển động cơ hạt nhân (Podvodnaya Lodka Atomnaya Raketnaya Krylataya - PLARK)
  - "Oscar II" (Lớp Krasnodar)
  - "Oscar I" (Lớp Arkhangelsk)
  - "Yankee-Sidecar" (Lớp Leninets)
  - "Yankee-Notch"
  - "Charlie II"
  - "Charlie I"
  - "Echo I" (Lớp K.45)
  - "Papa"
- Tàu ngầm tên lửa điều khiển động cơ diesel/điện (Podvodnaya Lodka Raketnaya Krylataya - PLRK)
  - "Whiskey Long Bin"
  - "Juliettt"
  - "Whiskey Twin Cylinder"

Tàu ngầm Kursk là một chiếc thuộc loại Oscar II.

Xem thêm: Tên ký hiệu của NATO